# Nimona
Nimona es una historieta de ciencia ficción fantástica dibujada por ND Stevenson. La protagonista que da título a la obra es una joven cambiaformas aliada con el villano Ballister (llamado Sir Trabuco Negroni en la versión de Océano y Ballister Negrocorazón en la de Astiberri) en sus planes para destruir el gobierno del reino en el que viven, conocido como la Institución. 
Stevenson publicó Nimona desde 2012 hasta 2014 en formato webcómic a través de su perfil en Tumblr, y utilizó esa historieta como proyecto de fin de carrera mientras estudiaba Bellas Artes. En 2015 fue editada en comic book por HarperCollins; desde entonces ha sido traducida a dieciséis idiomas y cuenta con dos ediciones en español: una para América Latina por Océano, y otra para España a cargo de Astiberri.
Ha sido galardonada con un Premio Eisner a la «mejor reedición de novela gráfica» en 2016 y estuvo nominada al Premio Nacional del Libro en la categoría de «mejor obra juvenil». Además, la edición en papel ha figurado en la lista de los libros más vendidos del New York Times de 2015. La crítica ha destacado su estilo de dibujo humorístico, el planteamiento de temas complejos como la dicotomía entre el bien y el mal, la construcción de la identidad y la representación queer en la trama.
Nimona cuenta con una adaptación a película de animación, desarrollada por Annapurna Pictures y estrenada en Netflix en junio de 2023.

## Sinopsis
Nimona es una joven con habilidades metamórficas que le permiten transformarse en cualquier ser humano o animal. Al comienzo de la historia se presenta en el cuartel general del villano Ballister para ser su compinche, con el objetivo de derrocar al gobierno del reino en el que viven, conocido como la Institución para el Cumplimiento de la Ley y las Heroicidades.
Antes de convertirse en un villano, Ballister había sido caballero de la Institución. Sin embargo, su amigo Ambrosius (llamado Ambrosio Pieldorada en la versión de Océano y Ambrosius Lomodorado en la de Astiberri) le traicionó disparándole con un arma tras una justa. Ambrosius se convirtió en el representante de la Institución gracias a esa artimaña, mientras que Ballister sufrió la amputación del brazo derecho y se quedó fuera de la guardia real. A pesar de que Ballister cuenta su historia desde el principio, Nimona apenas le aporta detalles sobre su traumático pasado o el origen de sus poderes.
Ballister ha jurado vengarse de la Institución siguiendo un estricto código de honor, pero Nimona es mucho más impulsiva y le anima a hacerlo con violencia y malas artes, algo que él rechaza. Después de descubrir que la Institución está experimentando con raíz de jade, una planta muy venenosa que se usa en magia negra y está prohibida por el propio reino, Ballister decide aprovechar los poderes metamórficos de Nimona para sumir a la población en un caos que les lleve a sublevarse contra el gobierno.A partir de ese momento, Nimona dará a conocer su poder real y deberá luchar contra las adversidades para elegir su propio destino, mientras que la Institución tratará de acabar con ella.

## Personajes
La protagonista de la obra es una joven cambiaformas llamada Nimona, cuyo poder le permite transformarse en cualquier humano, animal o incluso en criaturas mitológicas como un dragón. Se caracteriza por llevar un vestido medieval y un corte de pelo punk, con la cabeza rapada salvo el flequillo y las patillas. Tiene una personalidad impulsiva e inestable, cree en la magia y no piensa en las consecuencias de sus actos. A lo largo de la historia se deja entrever que ha sufrido una infancia traumática, aunque ella se niega a dar más detalles por miedo a que la gente se aproveche de ella o la considere un monstruo. El origen de sus poderes es desconocido y no se desvela hasta el capítulo final.
Nimona es la compinche de Ballister Blackheart, el villano que pretende acabar con el poder de la Institución. En contraste con la protagonista, es un amante de la ciencia que actúa según el conocimiento, la razón y un código ético. Tiempo atrás Ballister aspiraba a ser el caballero de la Institución, pero su mejor amigo, Ambrosius Goldenloin, le disparó a traición con una lanza modificada para arrebatarle el puesto. En consecuencia, Blackheart sufrió la amputación de su brazo derecho —reemplazado por una prótesis mecánica— y quedó apartado de la Institución. Mientras Ballister viste un traje de caballero gris y un peinado negro a juego con la perilla, su némesis tiene el cabello rubio y lleva un traje dorado. Los ahora rivales mantuvieron tiempo atrás una implícita relación sentimental; Ambrosius aspira a recuperarla pero Ballister no le perdona su deslealtad.
Hay dos personajes secundarios con importancia en la trama. Por un lado está la Directora de la Institución, un poder en la sombra que gobierna el reino con puño de hierro y que hace las veces de antagonista; considera que Nimona es una amenaza monstruosa y exige a Ambrosius que acabe con ella, un extremo que él rechaza. Por otro lado está la doctora Meredith Blitzmeyer, una científica que ha descubierto un «potenciador de energía» con efectos secundarios sobre los poderes de Nimona y que, con el paso del tiempo, se convierte en una aliada de Ballister.
Los nombres de los caballeros tienen distintas traducciones en español. En la versión mexicana se llaman Trabuco Negroni y Ambrosio Pieldorada, mientras que en la española se convirtieron en Ballister Negrocorazón y Ambrosius Lomodorado.

## Contenido de la obra

### Desarrollo

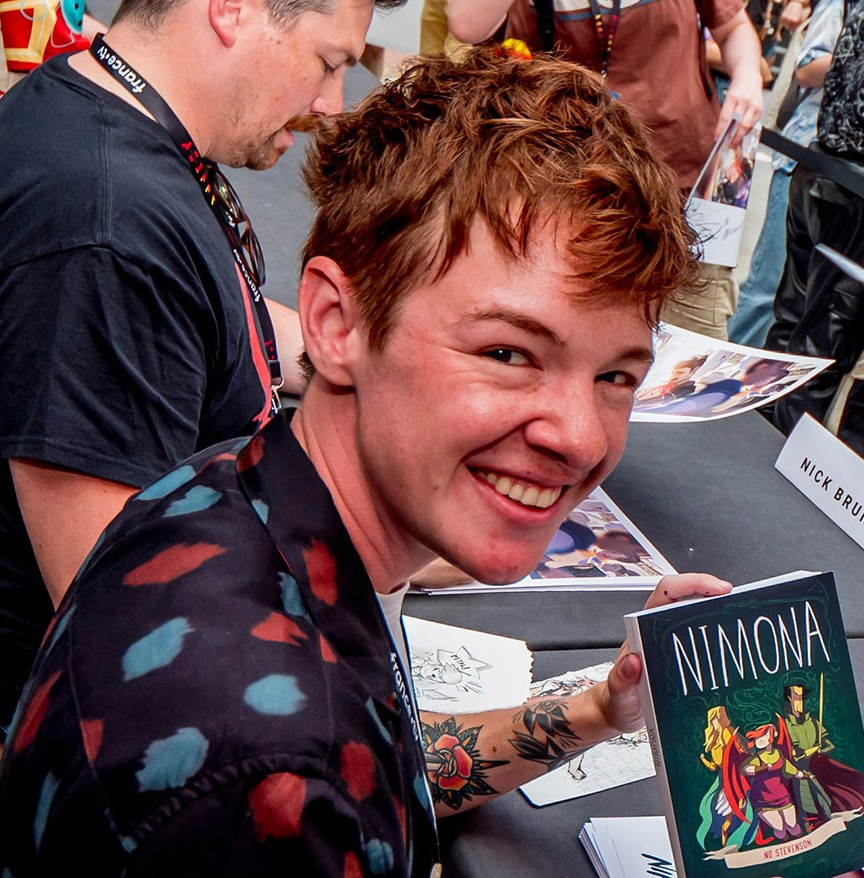
Nimona supuso el debut de ND Stevenson como dibujante de historieta.

ND Stevenson comenzó Nimona en 2012, cuando tenía 21 años, mientras estudiaba un grado superior en el Instituto de Bellas Artes de Maryland (MICA), como parte de un ejercicio sobre diseño de personajes. Para crearla combinó un personaje inspirado en Juana de Arco con una chica que tuviese el poder de transformarse en lo que quisiera.
La personalidad de Nimona está basada en las experiencias personales de Stevenson, quien entonces ya se definía como no binario y con el paso del tiempo terminó declarándose bigénero; se sentía más cómodo haciendo cosplay de personajes masculinos, así que hizo un diseño pensado para todas aquellas personas que no quisieran lucir un aspecto voluptuoso. Luego creó al resto del elenco, ideó un universo medieval con tecnología moderna, y obtuvo el visto bueno del MICA para convertirlo en un proyecto de fin de carrera.
Stevenson comenzó a publicar Nimona en junio de 2012, en formato webcómic a través de su perfil de Tumblr. De acuerdo con el autor, un agente le contactó al ver las primeras páginas publicadas y logró convencerle para vender los derechos de Nimona a la editorial HarperCollins, justo antes de graduarse en 2013. El último capítulo del webcómic se publicó en septiembre de 2014 y la novela gráfica salió a la venta en mayo de 2015, enfocada al público juvenil.
Nimona se convirtió en un éxito de ventas que ha llegado a figurar en la lista de best-seller del New York Times de 2015. La obra ha sido traducida a más de quince idiomas y cuenta con dos ediciones en español: una publicada en México por Océano, y otra en España por Astiberri Ediciones. También ha sido publicada en formato audiolibro a través de Audible.

### Estilo
Nimona está dividida en once capítulos y un epílogo, publicados en formato webcómic desde 2012 hasta 2014, con un estilo de dibujo humorístico y muy expresivo que le dota de la apariencia de un cuento.Cuando comenzó con ella, Stevenson tenía claro qué final tendría pero no el desarrollo del argumento, por lo que su estilo evoluciona con el paso del tiempo. Los dos primeros episodios presentan a los protagonistas, y a partir del tercero se perciben cambios en la distribución de las viñetas, en el uso de color y en el estilo de dibujo. La obra está narrada en tercera persona, la mayoría de las veces desde el punto de vista de Ballister, quien descubre el alcance de los poderes de su compinche al mismo tiempo que los lectores.

### Temática

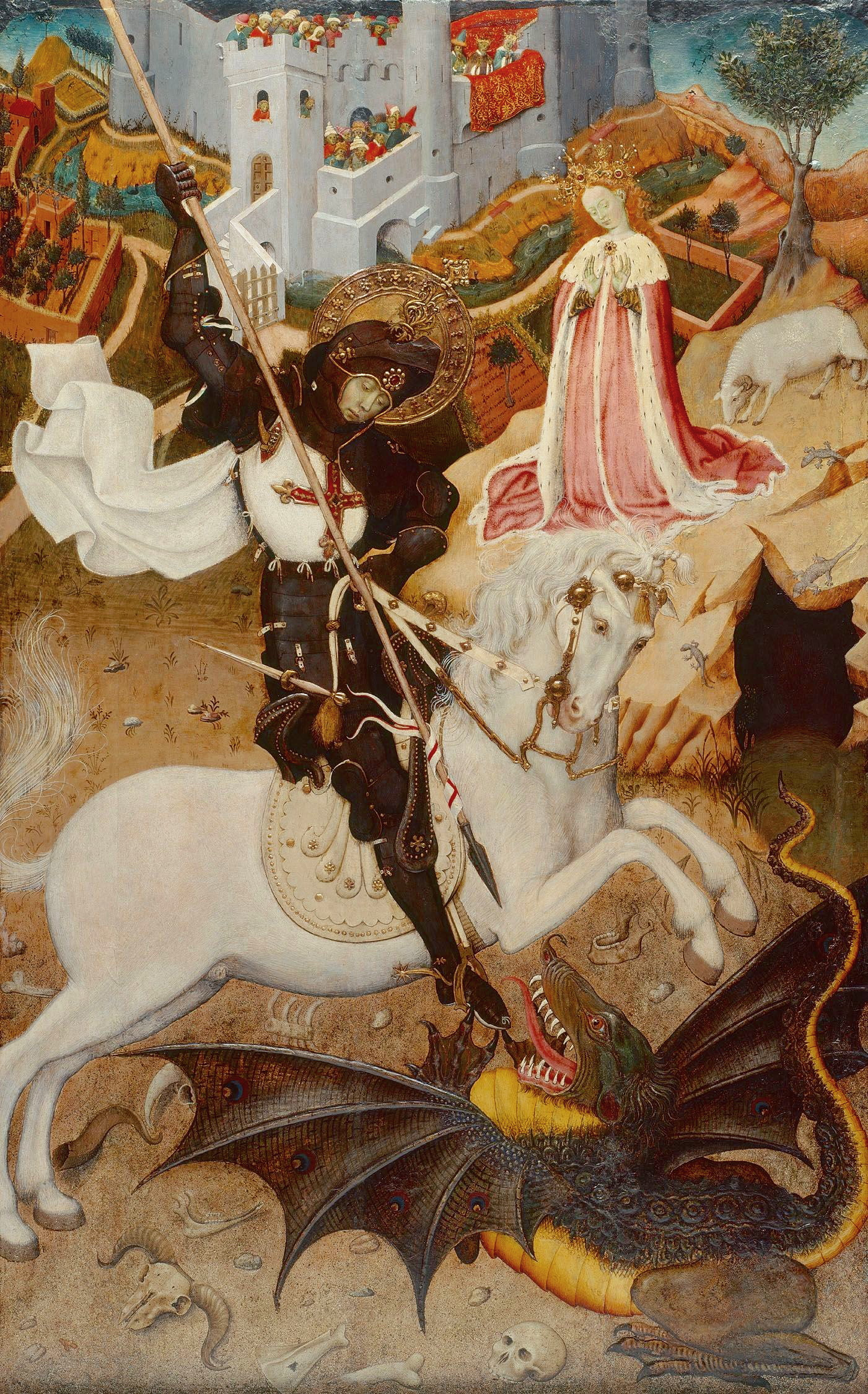
El matadragones, uno de los pilares de los libros de caballerías, representado en el retablo de San Jorge de Bernat Martorell.

Nimona es una obra de ciencia ficción fantástica, ambientada en un entorno que combina la época medieval con tecnología de última generación. Partiendo de una reinterpretación de los libros de caballerías y de las leyendas de los cambiaformas, cuestiona la dicotomía entre el bien y el mal a través de aspectos como las habilidades de Nimona —tradicionalmente asociadas a los villanos—, la subversión contra un poder establecido sin contrapesos como la Institución, la violencia estructural, y las cuestiones morales planteadas sobre el trío protagonista.
Uno de los aspectos más relevantes de Nimona es su reflejo de la construcción de la identidad personal, desde un punto de vista de la identidad fluida, a través de la naturaleza ambigua de su protagonista. Nimona puede adoptar cualquier forma sin distinción de género o edad, ya sea animal o humana, y se presenta ante Ballister con el aspecto en el que más se identifica.En torno a ella se han desarrollado estudios universitarios que destacan como Nimona promueve perspectivas alternativas sobre el género y permite que los lectores acepten sus propias identidades.
La representación queer también está presente en la relación entre Ballister y Ambrosius: aunque en el cómic no se dice abiertamente, las muestras de complicidad entre ambos dan a entender que fueron pareja hasta la traición de Ambrosius. En la adaptación cinematográfica de 2023, esa relación sí se hizo explícita. El propio autor ha explicado este punto en su cuenta de Tumblr:
«Ballister y Ambrosius han sido, canónicamente, antiguos novios en secreto, pero debo admitir que no era mi intención inicial. Es una de las cosas que corregiría si pudiera rehacer la obra; lo dejaría claro, en el guion, desde el principio.»
También hay un planteamiento sobre dilemas éticos: aunque Ballister es presentado como el villano, sigue un estricto código de honor que le impide hacer daño a personas inocentes, algo que a Nimona no parece importarle porque actúa sin pensar en las consecuencias. Del mismo modo, su némesis Ambrosius es un héroe que en realidad no ha dudado en traicionar a su mejor amigo para lograr el puesto de caballero.

## Recepción
ND Stevenson logró consolidarse en la historieta estadounidense con su debut profesional. Tras el éxito de ventas de Nimona, asumió también el dibujo de Leñadoras (2014-2020) y la dirección de la serie She-Ra y las princesas del poder (2018-2020). En términos generales, la crítica ha puesto en valor su impacto dentro de la literatura juvenil por la ambientación del mundo medieval tecnologizado, su estilo de dibujo humorístico, y el reflejo de la complejidad del comportamiento humano. La edición en papel figura en la lista de los libros más vendidos del New York Times de 2015.
Nimona ganó el Premio Eisner a la «mejor reedición de novela gráfica» en 2016 y estuvo nominada en la categoría de «mejor webcómic» en 2015. También obtuvo una nominación al Premio Nacional del Libro en la categoría de «mejor obra juvenil» de 2015, lo que convirtió a Stevenson en la persona más joven hasta la fecha en conseguirlo.

## Película
Nimona tiene una adaptación a película de animación, desarrollada por Annapurna Pictures y estrenada el 30 de junio de 2023 en la plataforma Netflix.
El proyecto se puso en marcha en 2015, cuando 20th Century Animation se hizo con los derechos de adaptación y anunció su intención de estrenar una película en 2020. El grupo cedió la producción a su filial Blue Sky Studios y nombró como director a Patrick Osborne, ganador de un Óscar con el cortometraje Buenas migas. Después de que se produjese la adquisición de 21st Century Fox por parte de Disney en 2019, la producción sufrió varios retrasos y finalmente fue cancelada por el cierre de Blue Sky en febrero de 2021. En el momento de su cancelación, miembros del equipo aseguraron que se había completado «el 75% de la película» y que algunos ejecutivos de Disney les habían presionado para reducir la representación LGBT en la historia.
En abril de 2022 se confirmó que Annapurna Pictures había comprado los derechos para retomar la producción de Nimona, con el estudio DNEG a cargo de la animación digital. La dirección quedó en manos de Nick Bruno y Troy Quane, ambos procedentes de Blue Sky, y se confirmó la contratación como actores de doblaje de Chloë Grace Moretz (Nimona), Riz Ahmed (Ballister) y Eugene Lee Yang (Ambrosius). Finalmente, Netflix estrenó la película a nivel mundial el 30 de junio de 2023. Nimona fue una de las cinco obras nominadas al Óscar a la mejor película de animación en 2023, que finalmente ganó Hayao Miyazaki por El niño y la garza.